# Gerhard A. Holzapfel
Gerhard Alfred Holzapfel (nacido el 22 de mayo de 1961) es un científico austriaco, (bio)mecánico. Actualmente es profesor de Biomecánica y director del Instituto de Biomecánica en la Universidad Tecnológica de Graz, Austria, desde 2007. También es Cátedra Internacional de Biomecánica (profesor adjunto) en la Universidad Noruega de Ciencia y Tecnología (NTNU), y profesor visitante en la Escuela de Matemáticas y Estadística de la Universidad de Glasgow, Escocia. Fue profesor de biomecánica en el Instituto Real de Tecnología de KTH en Estocolmo, Suecia, durante 9 años (7 como profesor adjunto) hasta 2013. Es cofundador y coeditor en jefe de la revista científica internacional Biomecánica y Modelado en Mecanobiología de Springer Nature desde su primer número publicado en junio de 2002. En febrero de 2025, Holzapfel fue elegido miembro internacional de la Academia Nacional de Ingeniería de Estados Unidos (NAE).
Holzapfel es ampliamente conocido por sus contribuciones a los campos de la mecánica no lineal de sólidos, modelado constitutivo y computacional de materiales reforzados con fibras y tejidos biológicos blandos, incluyendo vasos sanguíneos en salud y enfermedad. Ha sido listado como Investigador Altamente Citado en Ingeniería por ISI Web of Science, Thomson Reuters y nombrado como "Las mentes científicas más influyentes del mundo: 2014". Su libro de texto para posgrado, Nonlinear Solid Mechanics: A Continuum Approach for Engineering publicado en 2000, se ha convertido en una referencia estándar en el área de la mecánica del sólido.

## Formación académica
Gerhard A. Holzapfel recibió su título de maestría en Ingeniería Civil y su doctorado en Ingeniería Mecánica de la Universidad Tecnológica de Graz en 1985 y 1990, respectivamente. En 1991, viajó a Shenyang en el noreste China para trabajar como investigador visitante en una institución que actualmente forma parte de la Universidad de Shenyang. Luego, recibió una beca Schrödinger del Fondo Austriaco para la Ciencia (Wissenschaftsfonds FWF) para trabajar como investigador posdoctoral en la División de Mecánica Aplicada, Departamento de Ingeniería Mecánica, Universidad de Stanford, California, EE. UU., con el difunto profesor Juan C. Simo de 1993 a 1995. Obtuvo su Habilitación en Mecánica por la Universidad Tecnológica de Viena, Austria, en 1996. Desde mayo de 1987 hasta noviembre de 2004, fue asistente en el Instituto de Resistencia de Materiales y luego profesor asociado en el Instituto de Análisis Estructural de la Universidad Tecnológica de Graz, Austria.

## Investigación
La investigación de Holzapfel se ha centrado principalmente en la mecánica no lineal del medio continuo, modelado constitutivo multiescala de sólidos bajo grandes deformaciones incluyendo refuerzo de fibras, métodos computacionales, fractura y falla de materiales. Ha realizado contribuciones fundamentales a la biomecánica, combinando experimentos, modelado de mecánica del medio continuo e implementaciones de método de los elementos finitos para diversos tejidos biológicos blandos, incluyendo paredes arteriales, tejido cardíaco y tejido cerebral.
En años recientes, ha dirigido cada vez más su atención hacia la biomecánica y la mecanobiología de tejidos biológicos blandos, el sistema cardiovascular incluyendo vasos sanguíneos en salud y enfermedades como aneurisma y disección aórtica, así como intervenciones terapéuticas como angioplastia con balón e implantación de stent.
También ha contribuido a la biomecánica experimental, abordando fenómenos a nivel nano, micro o macro. Ha utilizado microscopía de luz polarizada, microscopía de generación de segundo armónico y microscopía de excitación de dos fotones junto con procesamiento de imágenes médicas para visualizar la nanoestructura de tejidos blandos.
En noviembre de 2024, Holzapfel recibió una beca Synergy del Consejo Europeo de Investigación (ERC) (MechVivo) para trabajar con otros dos investigadores principales en la "Caracterización Mecánica de Tejidos Blandos In Vivo mediante Imágenes Microestructurales y Redes Neuronales con Base Física: Cerrando la Brecha entre Biomecánica y Práctica Clínica".
Además de su conocido libro de texto Nonlinear Solid Mechanics: A Continuum Approach for Engineering, tres de los modelos constitutivos propuestos por su grupo y su colaborador de largo tiempo, el profesor Ray Ogden, ahora se conocen como los modelos hgo,
goh, y 
ho

los cuales han sido implementados en software comercial como Simulia Abaqus.

## Premios y honores
Holzapfel ha recibido numerosos premios y distinciones, incluyendo:
- 1993-1994: Beca Schrödinger para formación posdoctoral en la Universidad de Stanford con el difunto profesor Juan C. Simo.[9]
- 1997: Premio Start del Fondo Austriaco para la Ciencia, el máximo galardón austriaco para jóvenes científicos.[14]
- 2003: Premio Josef-Krainer por logros excepcionales en el campo de la biomecánica.
- 2011: Premio Erwin Schrödinger de la Academia de Ciencias de Austria por logros de toda una vida de austriacos en los campos de las matemáticas y las ciencias naturales.[15][16]
- 2012: Miembro fundador de EAMBES - Alianza Europea para la Ingeniería Médica y Biológica y la Ciencia.[17]
- 2012: Elegido miembro correspondiente de la Academia de Ciencias de Austria.[18]
- 2014: Elegido miembro de la Academia Europaea.[19]
- 2014: Investigador Altamente Citado en Ingeniería por Thomson Reuters.
- 2015: Miembro de la Sociedad Europea de Mecánica.[20]
- 2018: Miembro electo del Consejo Mundial de Biomecánica.[21]
- 2019: Elegido miembro ordinario de la Academia Europea de Ciencias y Artes.[22]
- 2020: Premio Eugenio Beltrami para Científicos Sénior.[23]
- 2021: Medalla William Prager de la Sociedad de Ciencia de Ingeniería (Estados Unidos).[24]
- 2021: Medalla Warner T. Koiter de la Sociedad Americana de Ingenieros Mecánicos (Estados Unidos).[25]
- 2023: Clasificado entre el 2% superior de científicos del mundo por la Universidad de Stanford.[26]
- 2024: Doctor honoris causa por el Institut Mines-Télécom, École des Mines de Saint-Étienne, Francia.[27]
- 2025: Miembro internacional de la Academia Nacional de Ingeniería de Estados Unidos (NAE), EE. UU.[6]
- 2025: Premio EUROMECH de Mecánica de Sólidos (otorgado cada tres años).[28]

## Publicaciones seleccionadas
Holzapfel ha escrito un libro de texto para posgrado y coeditado siete libros. Ha contribuido con capítulos a más de 30 libros y publicado más de 300 artículos revisados por pares. Algunas de sus publicaciones más influyentes incluyen:
- Holzapfel, Gerhard A. (2000). Nonlinear solid mechanics : a continuum approach for engineering. Chichester: Wiley. ISBN 0-471-82304-X. OCLC 43561722.
- Holzapfel, Gerhard A.; Gasser, Thomas C.; Ogden, Ray W. (2000). «A new constitutive framework for arterial wall mechanics and a comparative study of material models». Journal of Elasticity (Springer Science and Business Media LLC) 61 (1/3): 1-48. ISSN 0374-3535. S2CID 9214560. doi:10.1023/a:1010835316564.
- Holzapfel, Gerhard A.; Sommer, Gerhard; Gasser, Christian T.; Regitnig, Peter (2005). «Determination of layer-specific mechanical properties of human coronary arteries with nonatherosclerotic intimal thickening and related constitutive modeling». American Journal of Physiology. Heart and Circulatory Physiology (American Physiological Society) 289 (5): H2048-H2058. ISSN 0363-6135. PMID 16006541. doi:10.1152/ajpheart.00934.2004.
- Gasser, T. Christian; Ogden, Ray W; Holzapfel, Gerhard A (28 de septiembre de 2005). «Hyperelastic modelling of arterial layers with distributed collagen fibre orientations». Journal of the Royal Society Interface (The Royal Society) 3 (6): 15-35. ISSN 1742-5689. PMC 1618483. PMID 16849214. doi:10.1098/rsif.2005.0073.
- Holzapfel, Gerhard A.; Ogden, Ray W. (13 de septiembre de 2009). «Constitutive modelling of passive myocardium: a structurally based framework for material characterization». Philosophical Transactions of the Royal Society A: Mathematical, Physical and Engineering Sciences (The Royal Society) 367 (1902): 3445-3475. Bibcode:2009RSPTA.367.3445H. ISSN 1364-503X. PMID 19657007. S2CID 1610138. doi:10.1098/rsta.2009.0091.
- Humphrey, J.D.; Holzapfel, G.A. (2012). «Mechanics, mechanobiology, and modeling of human abdominal aorta and aneurysms». Journal of Biomechanics (Elsevier BV) 45 (5): 805-814. ISSN 0021-9290. PMC 3294195. PMID 22189249. doi:10.1016/j.jbiomech.2011.11.021.
- Schriefl, Andreas J.; Zeindlinger, Georg; Pierce, David M.; Regitnig, Peter; Holzapfel, Gerhard A. (14 de diciembre de 2011). «Determination of the layer-specific distributed collagen fibre orientations in human thoracic and abdominal aortas and common iliac arteries». Journal of the Royal Society Interface (The Royal Society) 9 (71): 1275-1286. ISSN 1742-5689. PMC 3350738. PMID 22171063. doi:10.1098/rsif.2011.0727.
- Holzapfel, Gerhard A.; Niestrawska, Justyna A.; Ogden, Ray W.; Reinisch, Andreas J.; Schriefl, Andreas J. (2015). «Modelling non-symmetric collagen fibre dispersion in arterial walls». Journal of the Royal Society Interface (The Royal Society) 12 (106): 20150188. ISSN 1742-5689. PMC 4424700. PMID 25878125. doi:10.1098/rsif.2015.0188.
- Niestrawska, Justyna A.; Viertler, Christian; Regitnig, Peter; Cohnert, Tina U.; Sommer, Gerhard; Holzapfel, Gerhard A. (2016). «Microstructure and mechanics of healthy and aneurysmatic abdominal aortas: experimental analysis and modelling». Journal of the Royal Society Interface (The Royal Society) 13 (124): 20160620. ISSN 1742-5689. PMC 5134013. PMID 27903785. doi:10.1098/rsif.2016.0620.
- Budday, S.; Sommer, G.; Birkl, C.; Langkammer, C.; Haybaeck, J.; Kohnert, J.; Bauer, M.; Paulsen, F.; Steinmann, P.; Kuhl, E.; Holzapfel, G.A. (2017). «Mechanical characterization of human brain tissue». Acta Biomaterialia (Elsevier BV) 48: 319-340. ISSN 1742-7061. PMID 27989920. doi:10.1016/j.actbio.2016.10.036.